# Never Too Late (film 1928)
Never Too Late è un cortometraggio muto del 1928 diretto da Jules White.

## Produzione
Il film fu prodotto dalla Jack White (Cameo Comedies).

## Distribuzione
Distribuito dalla Educational Film Exchanges , il film - un cortometraggio in una bobina - uscì nelle sale cinematografiche USA il 6 maggio 1928.